# SV Botopasi
SV Botopasi is een Surinaamse voetbalclub. De club is afkomstig uit het dorp Botopasi in het district Sipaliwini.
Botopasi heeft geen eigen stadion waardoor voor officiële voetbalwedstrijden voor het Mgr. Aloysius Zichem Sportcentrum in Paramaribo wordt gekozen. De trainingsvelden bestaan uit hetzelfde terrein dat voor het luchtverkeer ook dienst doet als Botopasi Airstrip.
De club speelt in de Tweede Divisie van de Surinaamse Voetbal Bond (stand 2019).